# Права ЛГБТ в Хорватии
Гомосексуальные отношения в Хорватии легальны с 1977 года. В 1998 году был принят единый возраст сексуального согласия — 14 лет.
Хорватское законодательство предусматривает общий запрет на дискриминацию по признаку сексуальной ориентации. Он был включен в Уголовный кодекс и охватывает различные сферы жизни. Эти положения применяются в стране с 2003 года. В 2006 году также была принята поправка в Уголовный кодекс относительно ненависти в отношении сексуальной ориентации.
В 2003 году в Хорватии легализованы пары одного и противоположного пола в гражданском браке. Этот статус (после 3 лет совместной жизни) дает часть тех прав, которые есть в обычном браке.
В июле 2012 года премьер-министр Хорватии Зоран Миланович заявил, что правительство представит в парламенте проект закона о введении гражданского партнерства. Закон о гражданском партнерстве был окончательно принят 15 июля 2014.
В декабре 2013 года по инициативе организации «Во имя семьи» (U ime obitelji) состоялся референдум о внесении в Конституцию определение брака как союза мужчины и женщины. За поправку к Конституции высказалось 66 % избирателей при явке 38 %.
5 мая 2021 года суд в Загребе принял историческое решение, подтвердив право пары, состоящей в однополом партнерстве, на усыновление ребенка.

## История ЛГБТ в Хорватии

### XIX и XX века
Уголовный кодекс, принятый 27 мая 1852 года в Хорватии в Габсбургской империи (первый современный в хорватском языке) не указывал гомосексуализм как преступление. Последующий проект нового Уголовного кодекса 1879 года для Королевства Хорватия-Славония предполагал, что гомосексуальные действия мужского пола будут наказываться тюремным заключением сроком до пяти лет, но проект так и не был принят официально.
Во время Второй мировой войны гомосексуальные лица привлекались к уголовной ответственности при различных фашистских режимах, но нет никаких записей об организованном преследовании гомосексуалистов в фашистском Независимом государстве Хорватия, законы которого не содержали явных положений, направленных против них. Однако югославские партизаны-коммунисты во время войны вынесли несколько смертных приговоров партизанам, гомосексуальность которых была раскрыта.

### Социалистическая Республика Хорватия
В период, когда Хорватия была частью Социалистической Федеративной Республики Югославии, гомосексуальные действия мужчин были признаны незаконными и карались лишением свободы на срок до двух лет в соответствии с Уголовным кодексом от 9 марта 1951 года. Однако репрессии в отношении гомосексуалистов в Югославии фактически начались сразу же после окончания войны. Гомосексуалистам, которых коммунисты заклеймили «врагами системы», также было запрещено вступать в Коммунистическую партию Югославии.
Эта ситуация изменилась, когда Хорватия и другие республики получили больший контроль над собственным законодательным органом. Конституционные реформы в Югославии в 1974 году привели к отмене союзного Уголовного кодекса, позволяющего каждой республике создавать свой собственный. Социалистическая Республика Хорватия создала свой собственный Кодекс в 1977 году и декриминализовала гомосексуальную активность. Хорватская медицинская палата исключила гомосексуализм из своего списка психических расстройств в 1973 году — за четыре года до введения нового Уголовного кодекса, и за семнадцать лет до того, как Всемирная организация здравоохранения сделала то же самое. Хотя членство в Югославии означало, что Хорватия была коммунистической страной, она никогда не была под железным занавесом, что сделало ее относительно открытой страной, на которую повлияли социальные изменения, происходящие в более широко развитом мире.
1980-е сделали ЛГБТ более заметными. В 1985 году Тони Марошевич стал первым открытым геем в средствах массовой информации и короткое время вел радиопередачу на радиостанции «Омладинский», посвященную социально-политическим вопросам. Позже он рассказал, что коммунистическая партия Хорватии несколько раз просила его сформировать в партии ЛГБТ-фракцию.
Первая ассоциация лесбиянок в Хорватии, «Инициатива Лила», была образована в 1989 году, но прекратила свое существование через год.

### Посткоммунистическая эпоха
1990-е годы привели к замедлению развития прав ЛГБТ главным образом в результате распада Югославии, за которым последовала Хорватская война за независимость, когда многие представители ЛГБТ Хорватии, занимавшиеся тогда различными феминистскими, мирными и зелёными организациями, присоединились к антивоенной кампании в Хорватии. После обретения Хорватией независимости в 1992 году было официально образовано первое ЛГБТ-объединение под названием LIGMA. Объединение существовало только до 1997 года, поскольку социально-политический климат того времени оказался враждебным продвижению прав геев. Наиболее значимым событием, произошедшим в 1990-е годы, стало выравнивание возраста согласия на всю сексуальную активность в 1998 году (как гетеросексуальную, так и гомосексуальную). Ситуация застопорилась до 2000 года, когда новая правительственная коалиция, состоящая главным образом из партий левоцентристов и возглавляемая Ивицей Рачаном, взяла власть у партии хорватского демократического содружества после их десятилетнего правления. Новая правительственная коалиция привлекла внимание к правам ЛГБТ-граждан Хорватии введением в 2003 Закона об однополых сообществах.
2000-е годы стали поворотным пунктом в истории ЛГБТ в Хорватии с образованием нескольких ЛГБТ-ассоциаций (лесбийская организация LORI в 2000 году, образованная в городе Риека, и ИСКОРАК, основанная в 2002 году); введение незарегистрированного совместного проживания; объявление вне закона всех форм дискриминации в отношении ЛГБТ (включая признание преступлений на почве ненависти по признаку сексуальной ориентации и гендерной идентичности); и первое гей-мероприятие в Загребе в 2002 году, в ходе которого группа экстремистов напала на ряд участников шествия. Несмотря на это, более поздние парады привлекли тысячи участников без инцидентов. Несколько политических партий, а также оба национальных президента, избранных в 2000-х годах, продемонстрировали общественную поддержку прав ЛГБТ, причем некоторые политики даже активно участвуют в мероприятиях гей-прайда на регулярной основе.
В начале 2005 года сабор отклонил предложение о зарегистрированном партнерстве, выдвинутое Шиме Лучином и независимым кандидатом Иво Банацем. Лючья Чикеш, член тогдашнего правящей партии хорватского демократического содружества, призвала отказаться от предложения, потому что «вся вселенная гетеросексуальна, от атома и самой маленькой частицы; от мухи до слона». Другой депутат партии хорватского демократического содружества возразил на том основании, что «85% населения считает себя католиками и церковь выступает против гетеросексуального и гомосексуального равенства». Однако медики и ученые, а также средства массовой информации в целом отвергли эти заявления в оппозиции, предупредив, что все члены сабора обязаны голосовать в соответствии с Конституцией, запрещающей дискриминацию по признаку сексуальной ориентации.
В 2009 году правящая партия хорватского демократического содружества приняла спорный закон, ограничивающий доступ к экстракорпоральному оплодотворению (ЭКО) исключительно супружескими парами и гетеросексуальными парами, которые могли доказать, что они сожительствовали по крайней мере три года. Первоначально партия пыталась принять закон, ограничивающий доступ к ЭКО только супружескими парами, но из-за сильного общественного давления партия внесла поправки в предложенный закон, чтобы разрешить доступ к ЭКО и для несостоящих в браке гетеросексуальных пар. Католическая церковь активно поддержала первое законодательное предложение, утверждая, что доступ к ЭКО должен предоставляться только супружеским парам. Поскольку партия хорватского демократического содружества является самопровозглашенной христианско-демократической партией, тогдашний министр здравоохранения и социального обеспечения Дарко Милинович сообщил, что правительство серьезно относится к позиции церкви по этому вопросу.
В 2009 году Европейский комитет по социальным правам обнаружил несколько дискриминационных заявлений в учебнике по биологии, который является обязательным в хорватских школах. Он постановил, что эти заявления нарушают обязательства Хорватии по Европейской социальной хартии.
2010-е годы ознаменовались вторым ежегодным гей-парадом в Хорватии в городе Сплит, третьим в Осиеке и возвращением в 2011 году левоцентристской коалиции, симпатизирующей правам геев, после восьмилетнего правления консерваторов. Правительство Хорватии также приняло Закон о пожизненном партнерстве, который фактически делает однополые пары равными супружеским парам во всем, кроме полного права на усыновление. В ноябре 2010 года, в ежегодном докладе Европейской комиссии о ходе работы по кандидатуре Хорватии в ЕС говорится, что число гомофобных инцидентов в Хорватии вызывает обеспокоенность, и что необходимо приложить дополнительные усилия для борьбы с преступлениями на почве ненависти: «озабоченность по поводу обиды на ЛГБТ-меньшинство в Хорватии, о чем свидетельствуют произошедшие совсем недавно гомофобные нападения на участников гей-парада в Загребе; настоятельно призывает хорватские власти осудить политическую ненависть и насилие в отношении любого меньшинства и привлечь их к судебной ответственности; и предлагает хорватскому правительству осуществлять и обеспечивать соблюдение Антидискриминационного закона».
В декабре 2011 года новоизбранное коалиционное правительство Кукурику объявило, что модернизация закона об ЭКО станет одним из его первых приоритетов. Предлагаемые изменения в закон позволят одиноким женщинам, бесплодие которых лечилось безуспешно, также получить доступ к ЭКО. Были предложены и другие изменения, касающиеся замораживания эмбрионов и оплодотворения яйцеклеток. Католическая церковь сразу же заявила о своей публичной оппозиции этим изменениям, заявив, что они не участвовали в обсуждениях настолько, насколько им хотелось бы. Впоследствии церковь инициировала петицию против законодательства, но министр здравоохранения Райко Остоич объявил, что закон будет осуществляться без компромиссов. На вопрос о его отношении к лесбийским парам, имеющим доступ к ЭКО, Остоич сказал: «Гей в порядке!». 13 июля 2012 года вступил в силу новый закон, при этом 88 депутатов проголосовали за, 45 — против и 2 воздержались. Ряд депутатов хорватской народной партии либеральных демократов, которые также являются членами правящей коалиции, хотели, чтобы лесбийские пары также были включены в правовое изменение, и выразили разочарование тем, что их поправка в конечном итоге не была принята. Поскольку новый закон разрешил доступ к ЭКО только женщинам, состоящим в браке или одиноким и бесплодным, закон исключил лесбийские пары. Однако правительство обосновало исключение тем, что изменение законодательства было направлено только на решение проблемы бесплодия.
В июле 2012 года муниципальный суд в Вараждине рассмотрел дело о дискриминации и домогательствах по признаку сексуальной ориентации в отношении профессора факультета организации и информатики Загребского университета. Дело стало первым сообщением о дискриминации по признаку сексуальной ориентации в соответствии с Законом о борьбе с дискриминацией. Суд установил, что действительно имела место дискриминация и домогательства в отношении жертвы на рабочем месте, и факультету было запрещено еще больше препятствовать профессиональному прогрессу жертвы.
Созданная в 2013 году группа лобби «Во имя семьи» выступила с призывом изменить национальную конституцию Хорватии, с тем чтобы брак можно было определить только как союз между мужчиной и женщиной. Римско-католическая церковь сыграла заметную роль в этой политической кампании, и кардинал Иосипа Бозанич из Загреба выпустил письмо для чтения в церквях с напоминанием о том, что «брак является единственным союзом, способствующим деторождению» Впоследствии 1 декабря 2013 года состоялся общенациональный референдум, на котором избиратели одобрили изменение. Франко Дота, активист борьбы за права геев, раскритиковал результаты, утверждая, что это было призвано «унизить гей-население и нанести удар против прогресса последних десятилетий». Стивен Бартулица, сторонник референдума и профессор Католического университета Хорватии, возразил, что «голосование было попыткой показать, что существует сильное противодействие» «гомосексуальным бракам и усыновлению геями». Премьер-министр Зоран Миланович был недоволен тем, что референдум вообще состоялся, заявив: «Я думаю, он не сделал нас лучше, умнее или красивее».
1 марта 2013 года министр науки, образования и спорта Желько Йованович объявил, что его министерство начнет акцию по удалению всего гомофобного содержания из книг, используемых как в начальной, так и в средней школе. Он хотел особенно нацеливаться на учебники религиозного образования (религиозное образование в хорватских школах является факультативным курсом).
11 мая 2012 года Миланович объявил о дальнейшем расширении прав однополых пар посредством нового закона, который заменит существующее незарегистрированное законодательство о совместном проживании. Впоследствии, 15 июля 2014 года, Сабор принял Закон о гражданством партнерстве. Этот закон фактически делает однополые пары равными гетеросексуальным супружеским парам во всем, кроме прав на усыновление. Для обеспечения ухода за детьми было создано учреждение, аналогичное усыновлению/удочерению ребенка, которое называется «партнер-опекун».
В марте 2014 года было объявлено, что Хорватия впервые предоставила убежище лицу, преследуемому по признаку их сексуальной ориентации — молодому человеку из Уганды, бежавшему из страны в результате действия закона Уганды о борьбе с гомосексуализмом.
Первое гражданское партнерство в Хорватии зарегистрировано в Загребе 5 сентября 2014 года между двумя мужчинами. В течение года после принятия закона Сабором было зарегистрировано 80 гражданских партнерств. К концу 2016 года это число возросло до 174. В октябре 2018 года сообщалось, что в Хорватии в период с сентября 2014 года по июнь 2018 года было зарегистрировано в общей сложности 262 гражданских партнерств
В мае 2016 года Zagreb Pride опубликовала первый хорватский путеводитель для однополых пар, ЛГБТ-родителей и семей по имени «У нас есть семья!». Публикация была предназначена для информирования однополых партнеров и ЛГБТ-родителей и содержит информацию о гражданском партнерстве, правах однополых пар и возможностях планирования воспитания ЛГБТ в Хорватии, а также истории воспитания, написанные на основе опыта реальных хорватских ЛГБТ-родителей. Издание финансировалось Европейским союзом и правительством Хорватии.
В декабре 2016 года учёные Антония Маричич, Марина Штамбук, Майя Тадич Вуйчич и Сандра Толич опубликовали книгу «Я не мама-гей, я мама» в которой представили результаты своих исследований о положении ЛГБТ-семьи в Хорватии, впервые таких в стране. Книга дает представление о типах и характеристиках семейных сообществ, качестве воспитания, семейном климате и качестве отношений, психосоциальной адаптации детей, а также об опыте стигматизации и дискриминации и поддержке в современном хорватском обществе.
Организация Rainbow Families собирает ЛГБТ-пары и отдельных лиц, которые имеют или хотят иметь детей. Она была организована организацией «Загреб прайд» в 2011 году в качестве неофициальной группы по психосоциальной поддержке, возглавляемой психологами Искрой Пейич и Матеей Поповым. Она была официально зарегистрирована в Министерстве государственного управления в 2017 году. 18 января 2018 года компания Rainbow Families опубликовала первую книгу с изображением однополых пар с детьми на Балканах под названием «Моя радужная семья». В книжке картины изображены миниатюры из жизни двух детей девочки Аны, у которой двое пап, и мальчика Роко, у которого две матери. Цель картины заключалась в укреплении социальной интеграции детей с однополыми родителями и в поощрении терпимости и уважения разнообразия. Он предназначен для детей дошкольного возраста. Первое издание тиражом 500 экземпляров было напечатано при финансовой поддержке посольства Франции в Хорватии и бесплатно распространено среди заинтересованных граждан и организаций. Поскольку всё первое издание было распространено почти сразу, организация начала краудфандинговую кампанию с намерением собрать средства на издание 1000 новых бесплатных хардбэк-экземпляров как на хорватском, так и на английском языках, а также 1000 экземпляров новой раскраски. Чуть менее чем за 24 часов они превзошли 2 целевые цели и получили более $7000 из первоначальных $3000 цели.
В сентябре 2020 года гей-пара Младен Кожич и Иво Шегота стали первыми однополыми приемными родителями в истории Хорватии, после трехлетней юридической битвы. Они стали приемными родителями двух детей.

## Законность однополой сексуальной активности
Однополые сексуальные отношения были легализованы в 1977 году, при этом возраст согласия составлял 18 лет для гомосексуалов и 14 лет для гетеросексуалов. Затем в 1998 году возраст согласия был уравнен, когда Уголовным кодексом Хорватии он был установлен на уровне 14 лет для всех, а затем был повышен до 15 лет как для гомосексуалов, так и для гетеросексуалов с введением нового Уголовного кодекса 1 января 2013 года. Есть исключение из этого правила, если разница в возрасте между партнерами составляет три года или меньше.

## Признание однополых отношений
Однополые отношения официально признаны с 2003 года, когда был принят закон об однополых сообществах. Закон предоставил однополым партнерам, проживающим вместе не менее 3 лет, права, аналогичные тем, которыми пользуются не состоящие в браке партнеры противоположного пола в отношении наследования и финансовой поддержки. Однако право на усыновление не было включено, как и какие-либо другие права, включенные в семейное право — вместо этого было создано отдельное законодательство для решения этого вопроса. Кроме того, не разрешалось официально регистрировать эти однополые отношения или требовать дополнительных прав в отношении налогов, совместного имущества, медицинского страхования, пенсий.
Хотя однополые браки были запрещены после конституционного референдума 2013 года, двенадцатое правительство Хорватии приняло в 2014 году Закон о гражданском партнерстве, который предоставил однополым парам те же права и обязанности, что и гетеросексуальным супружеским парам за исключением возможности усыновлять детей.
Чтобы вступить в гражданское партнерство, необходимо выполнить несколько условий:
- оба партнера должны быть одного пола,
- обоим партнерам должно быть не менее 18 лет,
- оба партнера должны дать согласие на создание партнерства.

Кроме того, неформальное жизненное партнерство формируется, если два партнера находятся в непрерывных отношениях в течение трех и более лет. Этот тип межличностных отношений предоставляет не состоящим в браке гетеросексуальным парам те же права, что и гражданское партнерство.

## Усыновление и воспитание
Полное усыновление ЛГБТ в Хорватии законно как для одиноких лиц, так и для партнеров независимо от сексуальной ориентации. 5 мая 2021 года сообщалось, что Высший административный суд Республики Хорватия вынес решение в пользу однополой пары (Младен Кожич и Иво Шегота), способной усыновить ребенка. После того, как в 2016 году Департамент социального обеспечения отказал им из-за того, что они были в гражданском партнерстве, они подали в суд на Министерство демографии, семьи, молодежи и социальной политики. В приговоре прямо говорится, что они не должны подвергаться дискриминации на основании того факта, что они являются однополой парой, состоящей в партнерстве на всю жизнь.
Закон об оплодотворении с медицинской помощью ограничивает доступ к ЭКО только для женатых гетеросексуальных пар и одиноких женщин, бесплодие которых лечилось безуспешно, что фактически исключает однополые пары. Напротив, статья 68 Закона о гражданском партнерстве предоставляет гражданским партнерствам те же права (и обязанности), которые есть у женатых гетеросексуальных пар в отношении медицинского страхования и здравоохранения, и запрещает «неблагоприятное отношение к семейным отношениям» в тех же областях.

### Партнер-опека и родительские обязанности
Партнер по жизни, который не является законным родителем ребенка или детей своего партнера, может получить родительские обязанности на временной или постоянной основе. В рамках «жизненного партнерства» родитель или родители ребенка могут временно доверить родительские права своему партнеру по жизни (который не является биологическим родителем). Если эти права действуют более 30 дней, решение должно быть нотариально удостоверено. В этой ситуации, пока сохраняются родительские права, родитель / родители и спутник жизни должны коллективно согласовывать решения, важные для благополучия ребенка. В случае расторжения семейного партнерства партнер, который не является биологическим родителем, может поддерживать личные отношения с ребенком при условии, что суд решит, что это отвечает наилучшим интересам ребенка.
«Партнер-опека» — это механизм, созданный в соответствии с Законом о жизненном партнерстве, который позволяет партнеру, не являющемуся биологическим родителем, получить постоянные родительские права, и, таким образом, аналогичен усыновлению приемного ребенка. Такие отношения между партнером по жизни, не являющимся родителем, и ребенком могут быть продолжены, если родитель-партнер умирает (при условии, что другой родитель также умер), считается неизвестным или утратил родительские обязанности из-за жестокого обращения с ребенком. Тем не менее, партнер по жизни, не являющийся родителем, также может попросить об установлении опеки со стороны партнера, пока родитель-партнер жив, при условии, что другой родитель считается неизвестным или утратил родительские обязанности из-за жестокого обращения с ребенком.
Партнер-опекун принимает на себя полную родительскую ответственность, как и в случае усыновления пасынка, и регистрируется в свидетельстве о рождении ребенка как их партнер-опекун. Партнерская опека — это постоянные отношения ближайших родственников со всеми правами, обязанностями и юридическим статусом, как у родителя и ребенка. Первый случай партнерской опеки был зарегистрирован в июле 2015 года.
21 апреля 2021 года Административный суд Загреба вынес постановление, из которого следует, что партнерские однополые пары не должны подвергаться дискриминации в процессе усыновления детей, что открывает возможность однополым парам подать заявление на усыновление. Закон о гражданском партнерстве, принятый в 2014 году, предполагает, что члены однополого партнерства должны иметь равный статус и права с женатыми во всех его сегментах.

### Приемная семья
В декабре 2018 года хорватский парламент принял Закон о воспитании детей, набрав 72 голоса за, 4 против и 6 воздержались. Хорватские группы по защите прав геев выступили против нового закона, запрещающего однополым парам становиться приемными родителями, хотя и до голосования более 200 видных хорватских психологов и социологов в заявлении выразили надежду, что законодатели не будут руководствоваться «предрассудками и стереотипами» и лишать детей возможности быть в паре с приемными родителями «независимо от их сексуальной ориентации». Активисты пообещали бороться с ним в высшем суде страны. Впоследствии Младен Кожич и Иво Шегота, гей-пара, стремящаяся стать приемными родителями, написали открытое письмо правительству, в котором говорилось, что, «отказавшись включить семьи гражданских партнеров в закон ... вы еще больше усилили стигму и дали ей юридическую силу». Закон вступил в силу 1 января 2019 года.
20 декабря 2019 года сообщалось, что вышеупомянутая пара выиграла судебный процесс, который позволил им стать приемными родителями. Административный суд Загреба отменил предыдущие решения, включая отказы Центра социальной защиты и министерства. Решение суда является окончательным и обжалованию не подлежит. Их адвокат Саня Безбрадица Елавич заявил: «Решение суда является обязательным, и апелляция не допускается, поэтому это решение является окончательным. Письменное решение еще не поступило, но, как указано в объявлении, суд принял наши аргументы в иске, основанный на нормах Хорватии и Европейской конвенции о правах человека. В результате суд обязал соответствующие государственные органы исполнить новое решение в соответствии с приговором. Мы считаем, что ведомства будут уважать решение суда».
Однако, несмотря на это решение, Центр социальной защиты во второй раз отклонил их заявление. Дело было передано в Конституционный суд Хорватии, и 7 февраля 2020 года он принял решение, что однополые пары имеют право быть приемными родителями. В своем резюме Конституционный суд Хорватии говорит: «Конституционный суд установил, что оспариваемые правовые положения, которые не учитывают определенную социальную группу, вызывают общие дискриминационные последствия в отношении лиц одного пола, живущих в формальных и неформальных отношениях жизни, что конституционно неприемлемо». Председатель Конституционного суда Хорватии Мирослав Шепарович далее заявил: «Суть этого решения заключается в том, что возможность предоставлять услуги по уходу за приемными семьями должна быть предоставлена каждому на одинаковых условиях, независимо от того, являются ли потенциальные приемные родители одного пола. Это не означает, что они пользуются привилегиями, но их приемная семья должна быть разрешена, если они соответствуют требованиям закона». Конституционный суд не отменял оспариваемые правовые положения, утверждая, что это создаст юридическую лазейку, но недвусмысленно заявил, что исключение однополых пар из приемных семей было дискриминационным и неконституционным, и в нем были даны четкие инструкции судам, центрам социального обеспечения и другим директивным органам по этим вопросам и указано, что они не должны исключать заявителей на основании их статуса партнерства на всю жизнь. Конституционные судьи подчеркнули, что, несмотря на то, что они не вмешиваются в правовой текст, «суды или другие компетентные органы, которые непосредственно принимают решения по индивидуальным правам и обязанностям граждан при разрешении индивидуальных дел, обязаны толковать и применять законы в соответствии с их смыслом и законной целью, чтобы они решения на основе конституции, законов, международных договоров и других источников. «За это решение проголосовало 9 судей, против — 4». Двое из этих 4 придерживались мнения, что Сабору следует разрешить изменить действующий закон о приемных семьях, а двое других придерживались мнения, что закон не дискриминирует однополые пары.

## Гендерная идентичность и самовыражение
Смена пола в Хорватии является законной, и в свидетельства о рождении могут быть внесены поправки, признающие это. Вплоть до июня 2013 года изменение пола всегда должно было указываться в свидетельстве о рождении человека. Однако 29 мая 2012 года было объявлено, что правительство примет дополнительные меры для защиты транссексуалов и трансгендеров. Согласно новым правилам, необходимость операции по смене пола больше не должна указываться в свидетельстве о рождении человека, что обеспечивает конфиденциальность такой информации. Это также относится к людям, которые официально не подвергались операции по смене пола, но, тем не менее, прошли заместительную гормональную терапию. Изменения в законе были предложены коалицией Кукурику, когда они были в оппозиции в 2010 году, но были категорически отвергнуты правящей правой ХДС в то время. Новый закон вступил в силу 29 июня 2013 года.

## Защита от дискриминации
Закон о борьбе с дискриминацией 2008 года включает сексуальную ориентацию, гендерную идентичность и гендерное выражение в список категорий, защищенных от дискриминации, когда речь идет о доступе к государственным и частным услугам или к учреждениям, обслуживающим население.
Другие антидискриминационные директивы, запрещающие дискриминацию по признаку пола, гендерного самовыражения и/или сексуальной ориентации, которые были включены в различные законодательные акты с 2003 года:
- Уголовный кодекс (включает законодательство о преступлениях на почве ненависти и «расовую и иную дискриминацию»; например, статья 125);
- Закон о гендерном равенстве (например, статья 6)[68];
- Уголовно-процессуальный кодекс (например, статья 6)[69];
- Закон о науке и высшем образовании (например, статья 77)[70];
- Закон о СМИ (например, статья 3)[71];
- Закон об электронных СМИ (антидискриминация по признаку сексуальной ориентации, гендерной идентичности и гендерного самовыражения; например, статья 15)[72];
- Закон о пожизненном партнерстве (например, статья 69)[73];
- Трудовой кодекс (например, статья 142)[74];
- Закон о спорте (например, статья 1)[75];
- Закон о международной и временной защите (например, статья 15)[76];
- Закон о волонтерстве (борьба с дискриминацией по признаку сексуальной ориентации, гендерной идентичности и гендерного самовыражения; например, статья 9)[77].

### Законодательство о преступлениях на почве ненависти
С 2006 года в стране действует законодательство о преступлениях на почве ненависти, которое распространяется на сексуальную ориентацию. Закон был впервые применен в 2007 году, когда человек, который жестоко напал на парад Загребского прайда с использованием коктейлей Молотова, был осужден и приговорен к 14 месяцам тюремного заключения. 1 января 2013 года был введен новый Уголовный кодекс, в котором признается преступление на почве ненависти по признаку гендерной идентичности.

#### Сотрудничество с полицией
ЛГБТ-ассоциации Загреб Прайд, Искорак и Контра сотрудничают с полицией с 2006 года, когда Хорватия впервые признала преступления на почве ненависти на почве сексуальной ориентации. В результате этого сотрудничества полиция включила в свою учебную программу в 2013 году информацию о преступлениях на почве ненависти в отношении ЛГБТ. В апреле того же года министр внутренних дел Ранко Остойич вместе с должностными лицами своего министерства и вместе с Iskorak и Kontra организовал кампанию, чтобы побудить ЛГБТ сообщать о преступлениях на почве ненависти. Кампания включала в себя городские рекламные щиты в четырех городах (Загреб, Сплит, Пула и Осиек), раздача листовок гражданам в этих четырех городах и распространение листовок в полицейских участках по всей стране.